# NGC 2685
NGC 2685 (Helix galaxy) is een balkspiraalstelsel in het sterrenbeeld Grote Beer. Het hemelobject ligt 42 miljoen lichtjaar van de Aarde verwijderd en werd op 18 augustus 1882 ontdekt door de Duitse astronoom Ernst Wilhelm Leberecht Tempel.

## Synoniemen
- UGC 4666
- Arp 336
- MCG 10-13-39
- IRAS 08517+5855
- ZWG 288.12
- PRC A-3
- PGC 25065